# M14 (міна)

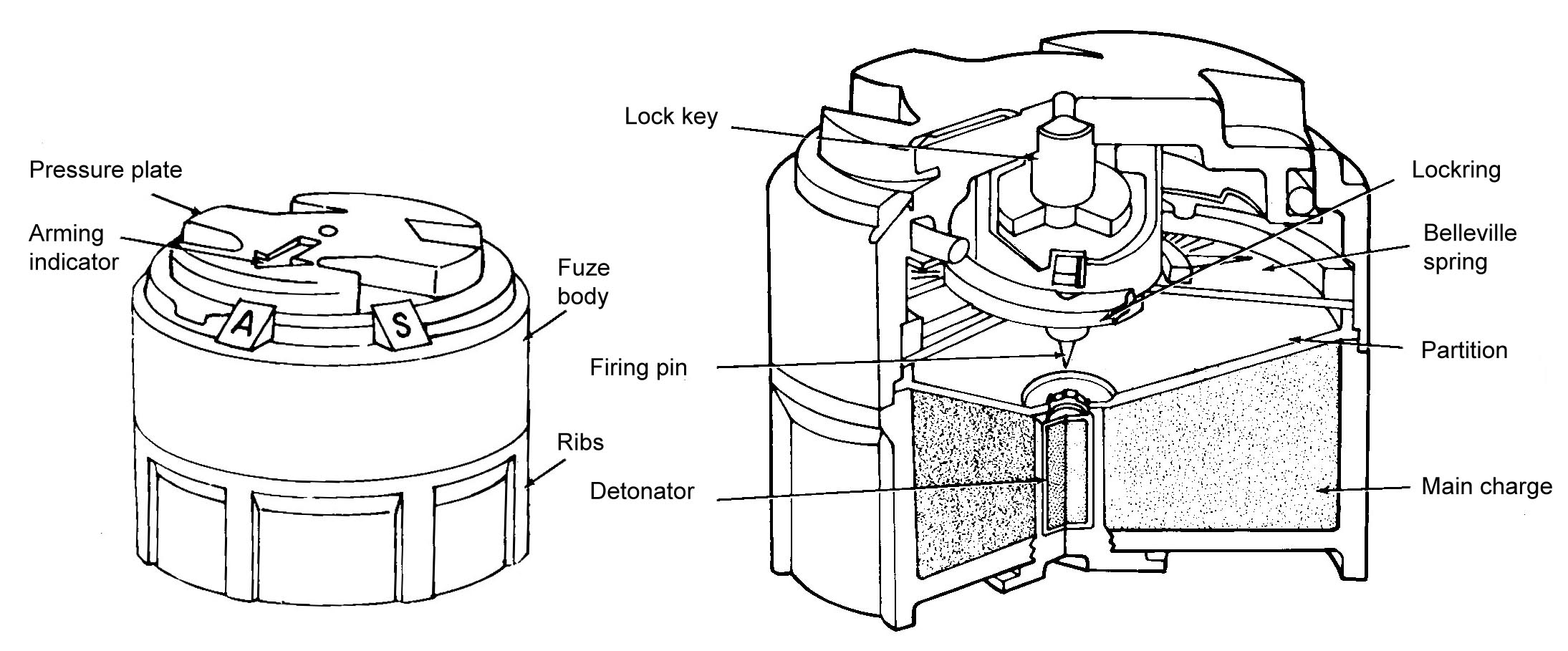
Будова міни M14.

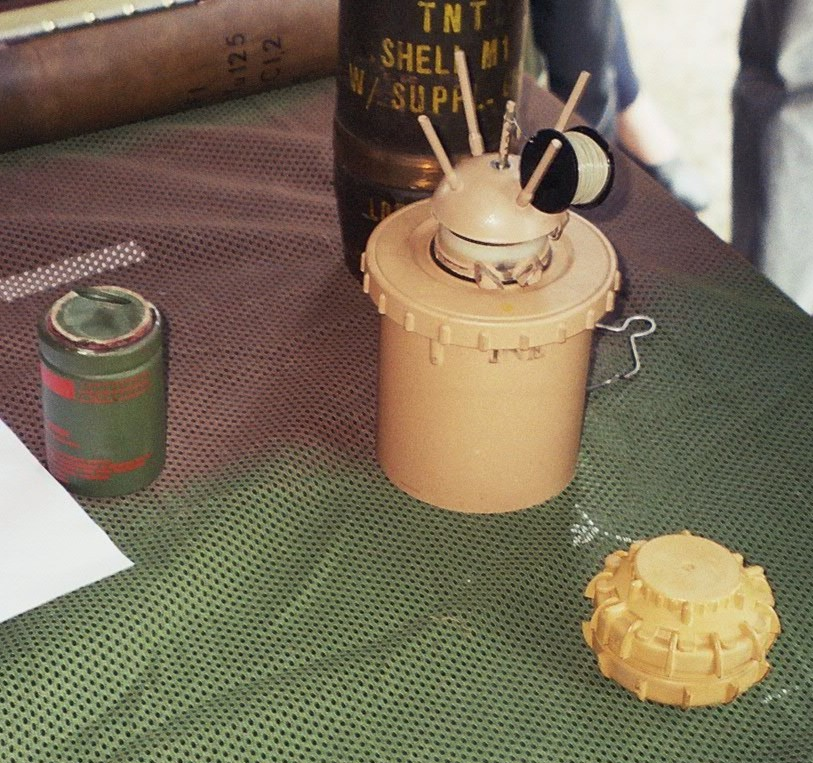
Зліва направо: Протипіхотні міни M14 (США), Valmara 69 (Італія), VS-50 (Італія)

M14 — протипіхотна міна американського виробництва, фугасна, натискної дії. Прийнята на озброєння 1955 року.
Встановлюється тільки вручну. Призначена для виведення з ладу особового складу супротивника. Вражає за рахунок поранення нижньої частини ноги при зіткненні з кришкою міни, що призводить до її підриву.
Міну досить широко застосовували американці у війні у В'єтнамі з 1962 року. Армія США припинила використання мін у 1974 році, проте на складах залишаються близько 1,5 млн штук. Крім того, власне виробництво подібних мін досі здійснюють Індія, В'єтнам. Також неліцензовано M14 виробляє в М'янмі компанія Myanmar Defense Products Industries та використовує місцева армія.

## Характеристика
- Корпус: пластмаса.
- Маса: 130 г.
- Маса вибухової речовини (тетрил): 30 г.
- Діаметр: 5,6 см.
- Висота: 4 см.
- Діаметр датчика цілі: 3,8 см.
- Чутливість: 8-25 кг.
- Температурний діапазон застосування: від –40 до +50 °C.